# Губаев, Фарит Саитович
Фари́т Саи́тович Губа́ев (тат. Фәрит Сәет улы Гобәев; род. 15 июля 1951, Казань, Татарская АССР, РСФСР, СССР) — советский и российский журналист, фотограф, художник. Заслуженный деятель искусств Республики Татарстан (2002).

## Биография
Фарит Саитович Губаев родился 15 июля 1951 года в Казани. По национальности — татарин. Рос без отца. Свой первый фотоаппарат «Смена» получил в подарок от матери когда пошёл в первый класс, и в дальнейшем указывал, что в тот момент была предрешена его судьба стать фотографом. В послевоенные годы жил в заводском бараке, начал увлекаться книгами и музыкой, в частности, любил «The Beatles» и собрал коллекцию всех альбомов «Led Zeppelin».
С детства мечтал быть писателем и придумывал разные истории, также хотел стать кинорежиссёром и поступить во ВГИК, но не сложилось. В 1968 году в возрасте 17-ти лет стал членом городского фотоклуба «Волга», однако вскоре тот распался. В 1970—1973 годах работал ассистентом кинооператора на Казанской студии телевидения. В 1975 году стал одним из основателей фотогруппы «ТАСМА», на протяжении ряда лет был её председателем. В условиях господства официоза сделал упор в своей работе на доументальность, правдивость и честность, сыграл значительную роль в возрождении фотографии как вида изобразительного искусства и положил начало такому явлению как казанская фотографическая школа. Партийных функционеров раздражал и своим внешним видом, так как носил длинные волосы и бороду, ходил в джинсах.
В 1976 году окончил отделение журналистики историко-филологического факультета Казанского государственного университета имени В. И. Ульянова-Ленина. В дальнейшем работал корреспондентом отдела комсомольской жизни и ответственным секретарем республиканской молодёжной газеты «Комсомолец Татарии» (1975—1979), а также фотокорреспондентом газеты «Вечерняя Казань» (1979—1991), где трудился боле десяти лет с момента её основания. В 1991 году был приглашён на работу в Москву, был сотрудником газеты «Россия», фоторедактором в журнале «Обозреватель», руководил отделом фотовыставок в «Фотоцентре» Союза журналистов России, сотрудничал с журналом «Огонёк». В 1996 году вернулся в Казань, в дальнейшем сотрудничал с рядом республиканских изданий, в частности, с журналом «Казань» (2001—2021), где публиковался с фоторепортажами о жизни города и статьями о творчестве коллег-фотографов. Отмечая, что в жизни достиг всего, чего хотел, указывал на то, что в журналистике самое главное — сохранить себя и не стать жёлтой прессой. По некоторым оценкам, является практически единственным человеком — как пишущим журналистом, так и мастером фотографии.
Член Союза журналистов СССР (1976), Союза фотохудожников России (1991). Также является членом Международной конфедерации журналистов, Союза журналистов России и Московского союза художников-графиков. В 2012 году избран руководителем художественного совета Союза фотографов Республики Татарстан, а в 2016 году получил звание почётного члена Союза фотохудожников России. В 2019 году принят в члены Союза художников России. Неоднократно принимал участие в международных, всесоюзных, российских и республиканских выставках, в ряде городов России и Татарстана проходили персональные экспозиции Губаева. В 2021 году отметил 70-летний юбилей. В 2023 году выдвинут на соискание Государственной премии Республики Татарстан имени Г. Тукая за цикл работ в сфере художественной фотографии, посвященный Татарстану («Татарстан. Портрет современника», «Елабуга тысячелетняя», «Призвание», «Татарстан. Наедине с Родиной», «Казань современная, Казань старинная, Казань духовная, Казань культурная и Казань спортивная», «Минтимер Шаймиев. Первый Президент Республики Татарстан», «Казань-Париж», «Победа. Одна на всех»). В 2023 году был презентован документальный фильм "Искусство Присутствия" о фотографии Фарита Губаева. Режиссером проекта выступил ведущий и редактор "Серебряного Дождя" Илья Андреев.
Я счастливый человек, за свою жизнь подготовил почти тридцать фотовыставок, участвовал в самых разных коллективных экспозициях, но моя деятельная натура всё равно не находит покоя — мне кажется, что я ничего не успеваю, так много неоткрытых архивов накопилось за минувшие годы. Столько хочется всего показать… Возможно, я человек слишком жадный до всего нового — мне хочется побывать везде, мне всё интересно, я не могу сидеть на месте, меня манит дорога, как и раньше, в юности… Наверное, такой характер даже раздражает кого-то, он не очень соответствует возрасту. А возраст напоминает о себе и болезнями, и сединой, и усталостью. Время всегда опережает нас. Но можно попробовать сыграть с ним в прятки, потому что время невидимо, а человек оставляет после себя след…Фарит Губаев, 2022 год.

## Очерк творчества
Являлся членом жюри международных, российских и республиканских конкурсов в области фотографии, организатором и куратором ряда фотовыставок в республике и за её пределами, бильдредактором и составителем альбомов и фотокниг, автором статей о творчестве художников и фотографов, публикаций по актуальным темам художественной культуры. Довольно долго не выезжая за границу, в дальнейшем объездил с фотоаппаратом Францию, Голландию, Швейцарию, Австрию, Польшу, Канаду, а также пол-России. Как соавтор принял участие в подготовке уникального альбома «Россия. 100‑летняя история в фотографиях» (Нью‑Йорк, 1994), переизданного в 10 странах. Автор и составитель альбомов «Советский Татарстан» (1980), «Татарстан — портрет современника» (2006—2007, в двух томах), «Татарстан — наш общий дом» (2007), «Изге Болгар — Священный Болгар» (2016), «Казань — Париж» (2019), «Победа. Одна на всех» (2020). В 2022 году в свет вышел первый персональный альбом «Искусство присутствия», в котором было собрано более двухсот работ Губаева за его 50-летнюю творческую карьеру начиная с 1972 года.
Работает в разнообразных фотографических жанрах, таких как репортаж, натюрморт, портрет, пейзаж. К фотографии подходит с эстетических позиций как репортёр-художник, стремясь к достижению баланса между формой и содержанием. Со времён работы фоторепортёром выработал привычку сразу взглядом «сканировать» помещение, выбирая нужный ракурс, и затем сразу поймать нужный кадр. По оценкам Е. Я. Березнера, Губаеву в своих композициях-кадрах удаётся сделать зримой гармонию мгновения тех отношений внутри времени, пространства и света, которые создают будничную жизнь. Запечатлевая какое-либо событие, в каждом случае индивидуально решает творческие задачи, порой акцентируя своё внимание на с первого взгляда неважных бликах и тени, которые иной раз принципиально лучше объясняют состояния души героя фотографии. В своём творчестве Губаев ярко проявил умение видеть красоту в обыденности, поднять уродливую и никчемную окружающую жизнь до высокого поэтического уровня, в чём следует за такими мастерами фотографии, как А. Картье-Брессон и Д. Арбус, творчество которых изучал практически подпольно ещё в советские годы. Губаев, как указывала Л. Бендавид-Вал, «пристально вглядываясь в повседневную жизнь, в своих работах сочетает реализм с красотой, наделяя их артистизмом и оптимизмом, в которых как никогда прежде нуждается весь мир».
Я считаю, что в момент съемки фотограф не имеет права расслабляться. Палец всегда должен быть на спуске затвора. Были случаи, когда отвлекаешься на секунду и видишь краем глаза, что момент упущен. Прозевал. Еще хуже, когда долго ждешь события, потом опускаешь камеру и наступает тот самый момент. Для фотографа, как и для охотника, самое главное – это терпение. Нужно уметь часами выслеживать «добычу». При этом важно не только поймать момент, но и уметь подать его. Чтобы в кадре не было лишних деталей – веток деревьев, проводов, случайных прохожих, птиц... Все это требуется просчитать заранее. В идеале снимок должен быть таким, чтобы его не пришлось кадрировать, обрезать, исправлять в графических редакторах. А это требует точного расчета и художественного взгляда.Фарит Губаев, 2021 год.
Сменив несколько видов фотоаппаратов, включая «Смену», «Зенит», «Canon», «Nikon», перешёл с плёнки на цифровую фотографию, так как прежняя техника стала дорогой и неоперативной, хоть и прекрасной, по его словам. По собственным словам, любит чёрно-белую фотографию за присущий ей драматизм и документальность. По словам О. А. Климова, чёрно-белая гамма фотографий по самой своей сути создаёт отдельный, не совсем реальный мир. Губаеву удаётся запечатлеть противоречивую красоту человека, ускользающую от зрителя в цветном мире, а уродливые образы жизни у него обретают надежду и любовь, «становясь» красивыми за счёт не внешнего, а внутреннего содержания. Яркостью и самобытностью отличаются фотографии из серии «Сабантуй», работа над которой заняла более двадцати лет. Критикой также отмечены работы Губаева с Соловков конца 1980-х годов, где он запечатлел людей, живущих среди старых стен поруганных монастырей, посреди призрачной туманности новых знаний об репрессиях и убийствах прошлого. Более пяти лет фотограф потратил на проект «Победа. Одна на всех», для которого объездил все районы Татарстана, создав портреты более ста ветеранов Великой Отечественной войны. Как указывал Ю. А. Рыбчинский, казанская школа фотографии — это реалистическая школа, которая при всей своей традиционности была по-настоящему оригинальной, а такие фотографы как Губаев говорили своим голосом о мире, в котором жили. Согласно критике, Губаев делает мир зримым, запечатлевая то или тех, что или кого обычно забывают зафиксировать навечно в повседневной суете.
Излюбленной темой Губаева является женская красота. Получив грант министерства культуры России, он ещё в 1992 году создал проект «Ищу женщину», создав портретную галерею женщин всех социальных положений, от пожилых жительниц деревень до юных моделей с подиума, в том числе в обнажённом виде. Губаев с удовольствием работает в жанре ню, хотя такая съёмка не предполагает решения каких-то философских задач, а просто показывает красоту голого тела, форм, пластику света и игру теней. Главной действующей силой и тут является законченность композиции, при создании которой в студии фотограф может играть с поверхностями, зеркалами, пространствами, светом и тенями, выступая в качестве режиссера и подавая свою модель как актрису. По словам Губаева, во время съёмок он предлагает своей модели сыграть что-нибудь перед камерой, комедийную или трагическую роль, от королевы до куртизанки, в результате чего даже самые робкие и закомплексованные женщины обретают забывают о своей «нефотогеничности». Мужчины-модели ему практически не интересны, Губаев не чувствует к ним восхищения. По его словам, в отличие от женщины, мужчина в жизни обходится всего двумя-тремя «масками», настроениями, дежурными улыбками. При этом, однажды с целью осветить жизнь ЛГБТ по заказу одного журнала Губаев фотографировал пары геев, но не почувствовал к этому художественного интереса — «просто это не моё».
Губаев искренне и неподдельно восхищается женщиной как таковой, будучи убеждённым в том, что делать что-то хорошее, фотографию, например, можно только в состоянии в влюблённости, представляя модель частью самого себя. По его словам, к модели нужно проявлять тактичность, при этом отношения могут завязаться, но рабочее и личное лучше не смешивать. Женское тело у Губаева приобретает вид проекции его собственного мира, в результате чего желание женщины-модели нравиться мужчине в творческой воле фотографа ещё более усиливается, женщина отходит от «обычной жизни» и становится «красивой другой», возвращаясь к самой себе. Внешность при этом вторична, ведь идеальных женщин не существует, тогда как результат фотосъёмки зависит от участливой работы с клиентом, когда она должна ответить взаимностью и перестать комплексовать перед камерой. При этом, взгляд художника и взгляд мужчины, по Губаеву, могут разойтись и он как фотограф может увидеть то, что пропустил «мужским взглядом». Он всегда исходит из того, что снимает не человека, а зеркальное отражение своего восприятия, показывает своё состояние и своё отношение к женщине.
Женщина — это загадка, тайна, мистика. Понять и объяснить их невозможно. Надо лишь любить и восхищаться ими. Каждый художник в своей работе прежде всего выражает самого себя, своё отношение к объекту внимания. Отсюда проистекают корни авторского стиля и видения. Да, всякий раз перед фотокамерой стоят женщины разные и по-разному одетые. Но я всегда тот же. Остаюсь тем же фотографом, каким был вчера, год назад. Как верно заметили — «талант не пропьёшь!». Я никогда не ищу конкретную женщину. Я люблю фотографировать всех вас, самых ярких и самых обыкновенных, вроде бы незаметных в толпе. Поверь, у меня ещё хватает сил и фантазии, эмоций и желания открывать в каждой из вас черты прекрасного и неповторимый мир. И не так уж важно, что получится: шедевр или просто нормальная фотография. Важен сам процесс съёмки, время общения с ней…Фарит Губаев о женщине, 2001 год.
Губаев создал целую портретную галерею известных деятелей искусства, культуры, политики, таких как Е. А. Евтушенко, Б. Ш. Окуджава, А. Д. Сахаров, Р. Х. Нуриев, В. В. Кешнер, В. В. Никольский, В. А. Яковлев, Н. Даутов, Б. Урманче, С. Садыкова, И. Шакиров, А. Фатхутдинов, А. Абдрашитов, Р. Миннуллин, Т. Миннулин, М. Шаймиев, М. Ахметов, Р. Ратникова. Является автором уникальных портретов А. А. Тарковского (1979) и С. Т. Рихтера (1986) во время их единственных приездов в Казань, А. Г. Шнитке (1990) в его московской квартире, А. Картье-Бриссона (1995) в Париже, С. Губайдуллиной (1989, 2001, 2020) в Казани и Москве. По оценкам критики, в губаевских портретах снимаемый персонаж равен себе, соответствует «подлиннику», в них чувствуется дух эпохи, оущещение того, что именно такими и были мастера искусств. Портреты Губаев снимает в чёрно-белом варианте, полагая, что цветная фотография не даёт возможности создавать нужные глубину и объём, фактически живописать цветом. В области живописи Губаев же является автором картин в стиле абстрактного искусства, исполненных маслом, темперой, тушью, пастелью, цветными ручками, фломастером, с которые впервые экспонировался ещё в 1986 году, получив хорошую оценку критики.
Я, как и многие фотографы, перешёл на цифру, но тот, кто знал эпоху плёнки, всегда будет испытывать ностальгию по ней… Конечно, это замечательно, что компьютер позволяет нам мгновенно увидеть многих авторов на бескрайних просторах Интерната, и всё же фотографии, как и живопись, нужно смотреть «живыми», оформленными, в зале, это подтягивает, дисциплинирует и, соответственно, позволяет получить ответную реакцию — эмоция может возникнуть лишь тогда, когда ты готовишься к показу фотографий как к празднику… Можно смотреть Рембрандта на репродукциях и слушать Баха через компьютерные колонки, но мы никогда не сможем испытать то, что будем чувствовать в залах Эрмитажа и возноситься к небесам со звуками органа в капелле… Фотография, как и другие искусства, требует живого присутствия, диалога со зрителем, ведь каждый миллиметр пространства изображения должен работать и вызывать непосредственные эмоции.Фарит Губаев, 2022 год.

## Награды
- Почётное звание «Заслуженный деятель искусств Республики Татарстан» (2002 год)[1].
- Приз республиканского журналистского конкурса «Бәллүр каләм — Хрустальное перо» в номинации «Взгляд через объектив» (2007 год)[63].
- Специальный приз Правительства Республики Татарстан республиканского журналистского конкурса «Бәллүр каләм — Хрустальное перо» (2008 год)[64].
- Премия «Золотое перо России» в номинации «Золотая полка» (2023 год) — за книгу «Победа. Одна на всех» и фотоальбом «Искусство присутствия»[65].
- Медаль «100 лет образования Татарской Автономной Советской Социалистической Республики» (2023 год) — за существенный вклад в укрепление социально-экономического потенциала Республики Татарстан и многолетний плодотворный труд[66].

## Личная жизнь
Во время одного из сабантуев в Казани попал под лошадь, получив перелом ног, после чего перенёс ряд операций на суставах, почти что потеряв возможность двигаться, но не оставил фотографию и выздоровел. Есть дочь.